# Vernación
En Botánica, se denomina vernación a la disposición de los primordios foliares dentro de la yema, antes de producirse la apertura de la misma y el desarrollo foliar completo. El término prefoliación es sinónimo suyo. Se puede considerar la posición de cada primordio por separado (ptixis) o bien la disposición relativa de los diferentes primordios de un mismo ciclo (vernación propiamente dicha). La misma terminología se aplica a la disposición de los primordios del perianto de la flor, que , en último término, son también estructuras foliares modificadas (antofilos). En este caso se habla de prefloración o estivación.
Se distinguen los siguientes tipos de vernación:

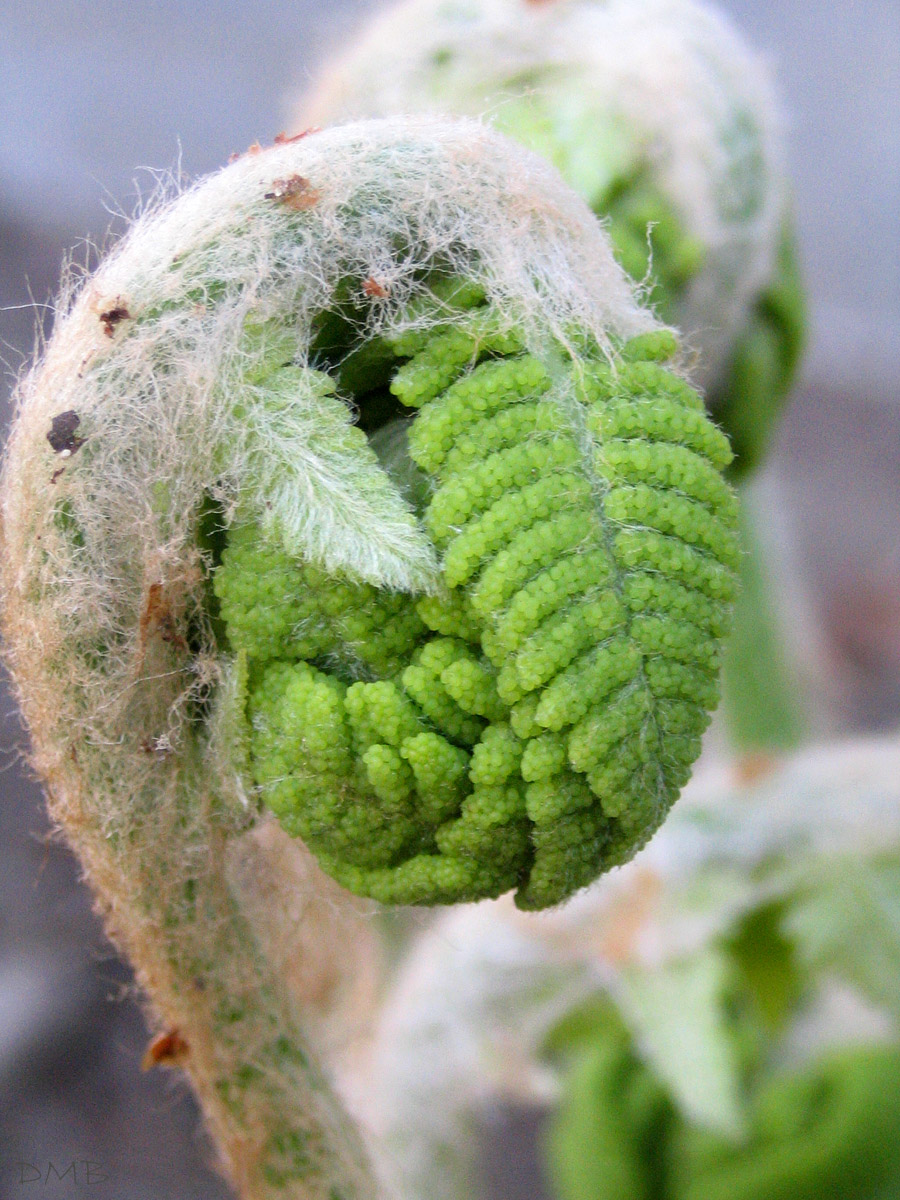
Vernación circinada de una fronda nueva en un helecho.

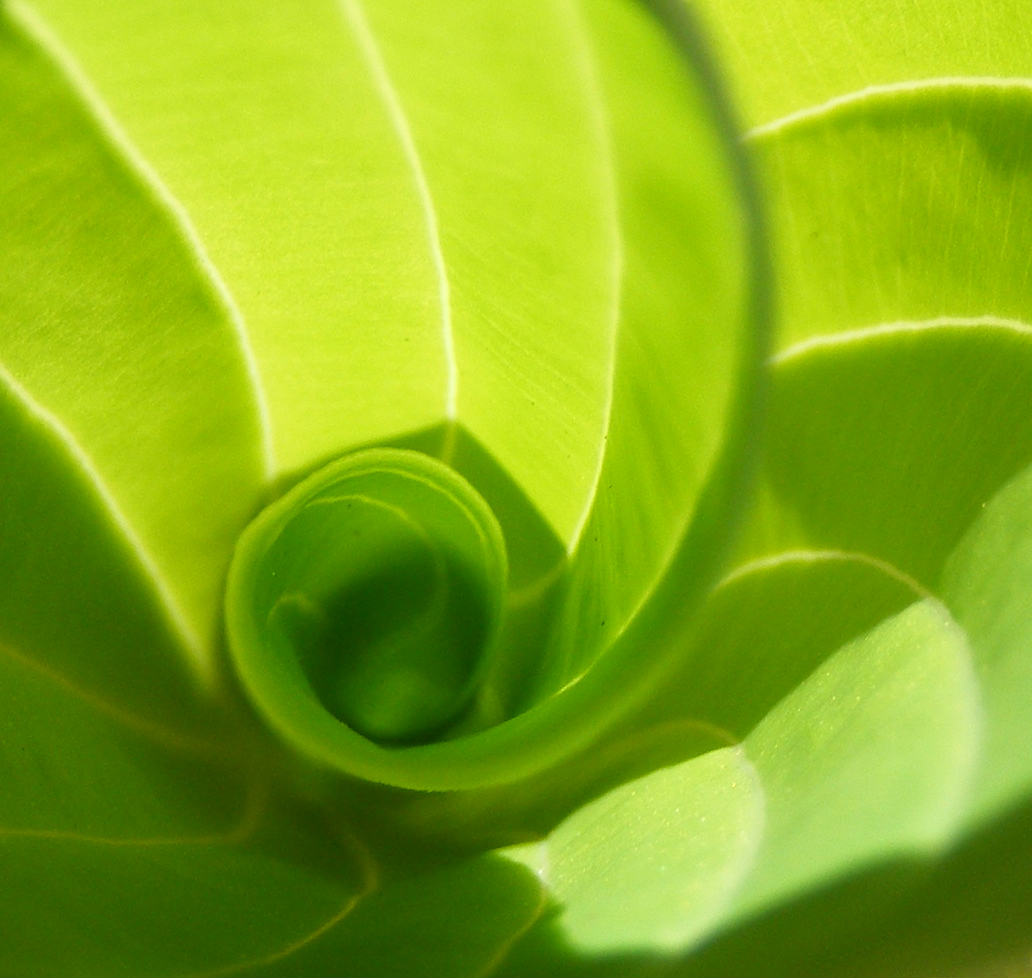
Hoja de hosta surgiendo en vernación convoluta.

- circinada: el primordio se arrolla transversalmente de ápice a base, como un matasuegras; un buen ejemplo lo proporcionan las frondes de los helechos verdaderos y también los foliolos de las cícadas;[2]
- conduplicada: el primordio se dobla a lo largo de su nervio medio; es el tipo de vernación más usual;
- convoluta: el primordio se arrolla longitudinalmente como un tubo, solapando uno de sus bordes el otro (es un caso de imbricación); es muy típico de las hojas de las gramíneas;
- corrugada: el primordio presenta pliegues irregulares, en todas direcciones; es característica de los pétalos de Papaver y Cistus, entre otros;
- involuta: el primordio queda plano, pero sus bordes se curvan, arrollándose longitudinalmente en mayor o menor grado, hacia la haz; se presenta, p. ej., en las hojas de Populus, Viola, etc.; es lo contrario de revoluta;
- plana: el primordio no presenta ningún tipo de pliegue o curvatura;
- plegada: el primordio se pliega a lo largo de todos los nervios principales, como un abanico cerrado;
- reclinada: el primordio se pliega de través, de manera que el ápice se acerca o toca la base; no es muy frecuente, se conoce en las hojas de Aconitum y Liriodendron;
- revoluta: el primordio queda plano, pero sus bordes se curvan, arrollándose longitudinalmente en mayor o menor grado, hacia el envés; se presenta, p. ej., en la adelfa (Nerium), entre otras; es lo contrario de involuta;
- supervoluta: el primordio es convoluto, pero la imbricación es fuertemente espiral.

Se presentan tres tipos principales de disposiciones relativas de los primordios:
- abierta: los bordes de los primordios no llegan a tocarse;
- valvar: los bordes de los primordios son contiguos sin llegar a sobreponerse; usualmente los primordios son planos, pero se puede utilizar el término induplicada si cada primordio es involuto o incluso  conduplicado, o bien el término reduplicada si cada primordio es moderadamente revoluto;
- imbricada: los bordes de los primordios se montan unos sobre otros. En este caso, el más complejo, se distinguen diferentes subtipos:

- coclear:  uno de los primordios es más grande y envuelve completamente a los demás; se dice que es vexilar o descendente (en el caso de la estivación, sobre todo) si el primordio mayor es el más adaxial o posterior (vexilo o estandarte), y se llama carinal o ascendente si el primordio mayor es el más abaxial o anterior (carena o quilla);
- contorta o retorcida: cada primordio tiene un borde montado sobre el borde del inmediato y su otro borde queda montado por el anterior, dando la impresión de estar retorcidos, como, p. ej. en Convolvulus; si visto desde fuera, los bordes montan en el sentido antihorario, se denomina levocontorta, y, si en sentido horario, dextrocontorta;
- equitante: los primordios externos rodean completamente a los internos, opuestos, siendo todos conduplicados;
- imbricada o empizarrada: aplicada sobre todo a la estivación pentámera, un primordio es totalmente externo (sus dos bordes montan), uno es totalmente interno (sus dos bordes son montados) y los otros 3 intermedios;
- quincuncial o espiralada: aplicada sobre todo a la estivación pentámera, dos primordios son totalmente externos (sus dos bordes montan), dos totalmente internos (sus dos bordes son montados), y el restante intermedio;
- semiequitante u obvoluta: los primordios conduplicados envuelven sólo el semilimbo del primordio que le sigue.